# Cañón de montaña M1875
El M1875 era un cañón de montaña que fue empleado por el Ejército de los Estados Unidos a fines del siglo XIX.

## Historia y desarrollo
Era un diseño de la empresa armera francesa Hotchkiss et Cie, fundada por Benjamin B. Hotchkiss. Fue "el primer cañón de retrocarga original del Ejército de los Estados Unidos". Reemplazó al primigenio obús de montaña M1841, que había sido empleado desde alrededor de 1837, una década antes de la primera intervención estadounidense en México de 1846-1848. Sirvió con las unidades de caballería durante las últimas etapas de las Guerras Indias, incluso siendo empleado en la masacre de Wounded Knee de 1890, además de ser empleado en Cuba en 1898 durante la guerra hispano-estadounidense y en las Filipinas durante la guerra filipino-estadounidense de 1899-1902. Muchos fueron vendidos como material sobrante a países centroamericanos y sudamericanos, como por ejemplo Guatemala.
Se desmontaba en dos partes para facilitar su transporte a lomo de mula. Se precisaba otra mula para transportar su munición.
En un informe sobre armamento de 1878 del Brigadier-General Steven Vincent Benet, se narra parte de la historia de este cañón, afirmando,
A inicios de 1876, el Coronel Miles, del Quinto de Infantería, sugirió que un cañón de campaña ligero con un peso inferior a 500 libras fuese suministrado para servir en las llanuras, para reemplazar al obsoleto obús de montaña. El tema fue enviado a la Comisión de Armamento para ser tomado en cuenta, remarcando que 'un cañón de ánima estriada, probablemente de retrocarga, que pueda viajar con la caballería y cuyo obús tenga un alcance efectivo inferior a las armas ligeras de ánima estriada, no menor a 1.500 yardas, probablemente podría cumplir los requisitos de servicio'. Mientras se revisaba el tema, el señor B. B. Hotchkiss presentó un ligero cañón de retrocarga con ánima estriada para su evaluación y prueba, que prometía un servicio eficaz en la frontera y cumplía los requisitos de movilidad, alcance y precisión. Se compró uno y fue suministrado al Departamento de Dakota en 1877, siendo empleado en campaña durante el verano. Pesa 116 libras y su calibre es de 1,65 pulgadas. Emplea una carga de 6 onzas de pólvora y un proyectil con espoleta de impacto que pesa 2 libras. Mientras que varios defectos en su mecanismo, afuste y munición salieron a relucir después de la campaña, estos mostraron que las modificaciones son necesarias para incrementar su eficacia, pero hizo un excelente trabajo. Se que el Coronel Miles se mostró satisfecho por el eficiente servicio [del cañón] y lo considera un arma valiosa. Con todos sus defectos, se han encargado otros más y los cinco que ahora posee el departamento serán suministrados a las tropas.